# Otlophorus lanceolatus
Otlophorus lanceolatus är en stekelart som först beskrevs av Davis 1897.  Otlophorus lanceolatus ingår i släktet Otlophorus och familjen brokparasitsteklar. Inga underarter finns listade i Catalogue of Life.